# Tadjikistan aux Jeux olympiques d'hiver de 2014
Le Tadjikistan participe aux Jeux olympiques d'hiver de 2014 à Sotchi en Russie du 7 au 23 février 2014. Il s'agit de sa quatrième participation à des Jeux d'hiver. La délégation est composée d'un seul athlète qui participe la compétition de slalom lors des épreuves de ski alpin. Il ne parvient pas à terminer l'épreuve. 
Le Tadjikistan fait partie des nations qui n'ont pas remporté de médaille durant ces Jeux olympiques d'hiver.

## Participation
Il s'agit de la quatrième participation de l'équipe du Tadjikistan aux Jeux olympiques d'hiver.
Le seul athlète à prendre part à la compétition est le skieur alpin Alisher Qudratov (en). Il s'agit de sa première participation aux Jeux d'hiver.
Aux Jeux olympiques d'hiver de 2014, un seul athlète de l'équipe du Tadjikistan a participé aux épreuves suivantes : 
| Sport              | Hommes | Femmes | Total |
| ------------------ | ------ | ------ | ----- |
| Ski alpin - slalom | 1      | 0      | 1     |
| Total              | 1      | 0      | 1     |

## Préparation
Au départ, deux skieurs se sont qualifiés pour représenter le Tadjikistan aux Jeux olympiques d'hiver de 2014. Mais le règlement de qualification de la Fédération internationale de ski autorise uniquement les pays ne disposant d'aucun athlète classé dans les 500 meilleurs skieurs mondiaux à sélectionner un homme et une femme dans les épreuves techniques si ces derniers ont obtenu une moyenne inférieure à 140 points lors de cinq courses reconnues par la FIS. Andrei Drygin, qui a participé aux Jeux olympiques d'hiver de 2002, de 2006 et de 2010, n'a pas été sélectionné et a laissé sa place à Alisher Qudratov (en), préféré pour sa jeunesse et participant à ces premiers Jeux d'hiver.
Né à Safedorak, seule station de sports d'hiver du Tadjikistan aux infrastructures datant de l'époque de l'Union soviétique, Alisher Qudratov (en) travaille comme chauffeur de taxi à Douchanbé, capitale du Tadjikistan. Pour sa préparation aux Jeux olympiques d'hiver de 2014, il a reçu depuis l'été 2013 une bourse mensuelle de 1 500 dollars du comité olympique tadjik. La délégation du Tadjikistan s’entraîne l'été sur des glaciers dépourvus d'installation en emportant sur place de la nourritures et des tentes. Alisher Qudratov (en) s'est également beaucoup entraîné avant les Jeux de Sotchi et a participé à des compétitions internationales en Iran et en Turquie.

## Cérémonie d'ouverture et de clôture
Selon la coutume, la Grèce, berceau des Jeux olympiques, ouvre le défilé des nations, tandis que la Russie, en tant que pays organisateur, ferme la marche. Les autres pays défilent selon leur ordre alphabétique en russe, langue officielle du pays organisateur et selon l'alphabet cyrillique. Le Tadjikistan est la 67e des 88 délégations à entrer dans le Stade olympique Ficht de Sotchi au cours du défilé des nations durant la cérémonie d'ouverture, après les États-Unis et avant la Thaïlande. Le porte-drapeau était le skieur Alisher Qudratov (en), unique représentant de la délégation.
La cérémonie de clôture a lieu également au Stade olympique Ficht. Les porte-drapeaux des différentes délégations entrent ensemble dans le stade olympique. L'unique athlète du Tadjikistan, Alisher Qudratov (en) porte à nouveau le drapeau lors de la cérémonie de clôture après l'avoir porté lors de la cérémonie d'ouverture.

## Épreuves de ski alpin

### Slalom hommes
Parti avec le dossard 115, le skieur tadjik Alisher Qudratov (en) n'a pas terminé la première manche du slalom hommes. Il n'a pas pu participer à la seconde manche. Il n'a pas été classé dans le tableau final.
| Athlète               | Épreuve | Manche 1 | Manche 1 | Manche 2 | Manche 2 | Total | Total |
| Athlète               | Épreuve | Temps    | Rang     | Temps    | Rang     | Temps | Rang  |
| --------------------- | ------- | -------- | -------- | -------- | -------- | ----- | ----- |
| Alisher Qudratov (en) | Slalom  | DNF      | DNF      | DNF      | DNF      | DNF   | DNF   |